# Моламенкинг
Моламенкинг (Моламенгинг, Molamenqing, Phola Gangchen, кит. 摩拉门青) (7661 м) — восточная вершина Шишабангмы, самого низкого из восьмитысячников. Вершины расположены на хребте Джугал Химал в Гималаях на территории Тибета в нескольких километрах от границы с Непалом. (Джугал Химал часто рассматривают как часть Лангтанг Химала).
Моламенкинг довольно малоизвестный пик, не в последнюю очередь из-за отсутствия статуса независимой вершины. Его превышение, то есть наиболее низкая точка на соединении с Шишабангмой составляет всего 430 метров, что сравнительно мало для того чтобы считать Моламенкинг полноценным независимым гималайским пиком (превышение должно составлять 500 метров, к примеру один из высоких семитысячников, Гашербрум III, тоже не проходит этот критерий самостоятельности). Без учёта же 500-метрового критерия Моламенкинг является 36 по высоте вершиной мира.
Моламенкинг насладился кратковременной славой в начале 80-х годов. В то время он был одним из высочайших непокорённых пиков мира (даже учитывая его несамостоятельность). Новозеландская команда, дополненая китайскими альпинистами, была одной из первых западных экспедиций, получивших разрешение на восхождение в Тибете с окончания Второй мировой войны. Она стала первой, и на сегодняшний момент последней экспедицией сделавшей попытку восхождения и покорившей вершину. Восхождение началось с восточной стороны Моламенкинга, но экспедиция выбрала длинный путь по северной стороне Шишабангмы и финальный штурм был совершён с запада, с разделяющей вершины седловины.